# Aurach (Bavorsko)
Aurach je obec v německé spolkové zemi Bavorsko, v zemském okrese Ansbach ve vládním obvodu Střední Franky.
V roce 2014 zde žilo 2 829 obyvatel.

## Poloha
Sousední obce jsou: Dombühl, Feuchtwangen, Herrieden, Leutershausen